# Sergei Kravtjuk
Sergei Kravtjuk (ryska: Сергій Володимирович Кравчук), född den 3 juni 1964, är en rysk fäktare som tog OS-brons i herrarnas lagtävling i värja i samband med de olympiska fäktningstävlingarna 1992 i Barcelona.